# Kunarski jezici
Kunarski jezici (kunar) podskupina od (8) dardskih jezika sjeverozapadne skupine, koji se gocvore na prostorima Pakistana i Afganistana. Njima govori oko 128.000 ljudi.
Sastoji se od dvije uže skupine, od kojih se jedna naziva pašajska (pashayi jezici). Predstavnici su : dameli [dml], gawar-bati [gwt], grangali [nli], shumashti [sts] (sveukupno 20.500); pashayi (108.000 govornika 1982): sjeveroistočni [aee], sjeverozapadni [glh] (nepoznat broj), jugoistočni [psi], jugozapadni [psh]

## Vanjske poveznice
- Ethnologue (14th)
- Ethnologue (15th)